# Farinoso

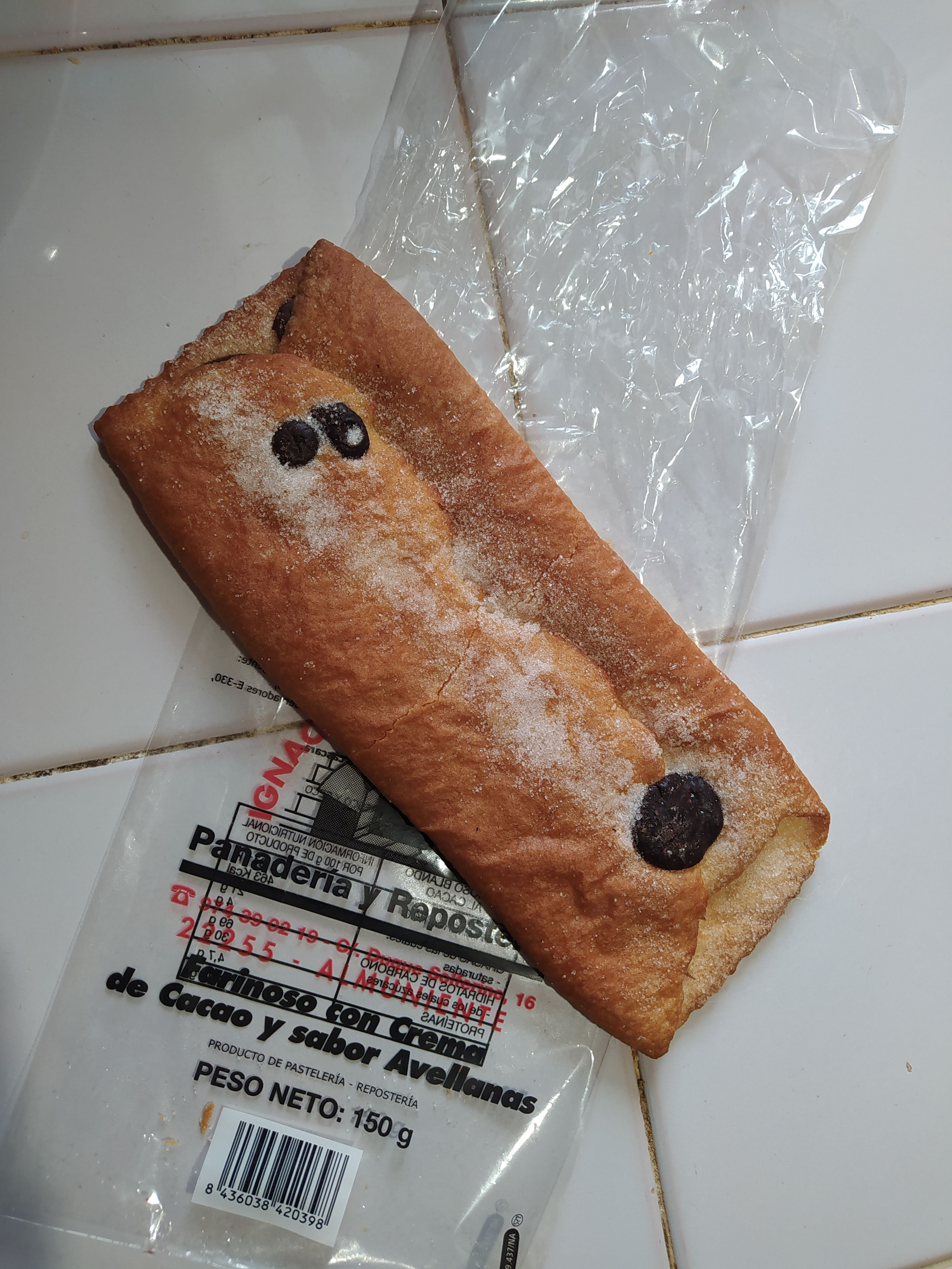
Farinoso de cacao y avellanas.

El farinoso o dobladillo es un dulce tradicional de la comarca aragonesa de las Cinco Villas, en España, concretamente de las zonas de Layana, Castejón de Valdejasa y Rivas (pedanía de Ejea de los Caballeros).
Sus ingredientes básicos son la harina, los huevos y la miel. Los layaneros destacan por incorporar canela y anisetes, mientras que los castejoneros, que se prepararan durante todo el año, llevan fruta en su interior y los de Rivas mucha más miel que los otros dos. La masa se elabora con harina, aceite de oliva, agua y azúcar, y se estira en una fina capa que se recorta en círculos de unos 22 cm de diámetro. Tras depositar una cucharada de relleno en cada uno, los círculos de masa se doblan en cuatro para formar rectángulos que se hornean.
Desde 2007, el pueblo de Layana, el 29 de diciembre ha recuperado esta tradición gastronómica y celebra el día del farinoso, que coincide con las fiestas del patrón del municipio, Santo Tomás Becket.
En la vecina provincia de Huesca, se elabora un dulce muy parecido, el dobladillo.